# Průvaly vod a bahnin
Průvalem vody se rozumí náhlý, neočekávaný přítok značného množství vody do otevřených důlních prostor. Průval končí jednorázovým výtokem vody, který může trvat značně dlouhou dobu.
Průvaly vod, bahnin a hmot, v pokryvném i uhlonosném souvrství mohou být na některé vrstvy vázané vodonosné, případně plynonosné horizonty, které nedotčené vlivy dobývání jsou v rovnovážném stavu. Při narušení rovnováhy této napjaté soustavy hornickými pracemi a dosažení komunikace s důlními díly nastává průval vod, tedy proudění vody, bahnin, případně vody a plynu do provozovaných důlních prostor.
Přítoky mohou být ze zdrojů:
- povrchových (přívalové srážky, nádrže, vodní toky, rybníky, ale také moře)
- důlních primárních[pozn. 1]
- důlních sekundárních[pozn. 2]

Nebezpečná je ovšem i prostá voda, která vnikne do důlních děl velkou rychlostí. I několik krychlových metrů vody, která se provalí například z opuštěného vrtu, může znamenat zkázu pro nejbližší okolí. Přítoky vod a hmot mohou mít velmi katastrofální následky. Přívalové masy jsou rychlé a vesměs nedávají šanci pracujícím horníkům na únik. Valící se hmota má značnou kinetickou energii, která vyvrací výztuž důlních děl a do značných vzdáleností přesouvá části výstroje. Postižení horníci jsou často pohřbeni pod mohutnými nánosy bahna, hmot nebo vody, nebo naopak vztlakem v hutním materiálu jsou vyzdvižení pod strop důlního díla. Jen výjimečně se vytvoří v dílech s proměnlivým úklonem a v neproražených důlních dílech vzduchové kapsy (bubliny) kde, často v přetlaku mohou být postižení uzavření, ale samozřejmě s omezenou zásobou vzduchu. Do této oblasti patří i nehody v podzemních krasových prostorách, kde náhle vzdutí hladiny ponorných vodních toků může ohrozit životy lidí. Nelze opomenout ani nebezpečí přítoku vod při protržení velkých vodních nádrží (přehrad). Nebezpečím průvalů z důlních zdrojů je i možnost náhlého uvolnění plynů, kterými jsou vody nasyceny. Malá množství metanu CH4 nejsou většinou nebezpečná, ale velkou hrozbou jsou ve vodě snadno pohlcované kyselé plyny, zejména oxid uhličitý CO2 snižující rychle parciální tlak kyslíku O2 nad hladinou, ale také toxické plyny, zvláště sirovodík H2S i oxid siřičitý SO2. S pohybem vody a snížením jejího napětí se tyto plyny velmi rychle uvolňují.
Doly se rozdělují z hlediska ohrožení přítoky a průvaly vod na:
- doly bez nebezpečí průvalu vod
- doly s nebezpečím průvalu vod

Důl s nebezpečím průvalu vod je důl, ve kterém byly zjištěny zvodněné horniny, nebo horniny náchylné k vytvoření kaveren, nebo doly ve kterých byla zjištěna stará důlní díla, jež by nešla spolehlivě odvodnit. Dále tam patří i ty doly, ve kterých už došlo k průvalu vod.
Důl, nebo jeho část do kategorie s nebezpečím průvalu vod zařadí Obvodní báňský úřad.

## Průval vody na Dole Dukla v Šardicích
Dne 9. června roku 1970 došlo v odpoledních hodinách v okolí Šardic na Hodonínsku k náhle průtrží mračen. Po průtrži se rozvodnil Stavěšický potok. Malý potůček s průměrným průtokem pod 30 l·s−1 se změnil v rozvodněnou řeku a náhlá záplavová vlna se v množství až 100 m3·s−1 valila celým údolím v šířce 96 metrů. Příval přesáhl desetinásobně stoletou vodu.
Voda a bahniny se valily i přes důlní pole dolu dobývajícího lignitovou sloj v hloubce okolo 18 metrů pod povrchem. V dole v té chvíli bylo na odpolední směně okolo 110 lidí. V 18:10 hodin dostal dispečer na povrchu zprávu ligafonem, že se do dolu valí voda a že je nutná okamžitá pomoc. Další spojení bylo přerušeno. Dispečer následně odvolal všechny osádky z dolu, vyfáralo však jen 76 horníků a v dole zůstalo dalších 34 horníků uvězněných.
Přes obětavou práci se však nikoho z pohřešovaných nepodařilo zachránit. Všichni postižení byli přímo zasažení průvalovou vlnou vody a bahna.

## Průval bahnin na Dole Zápotocký v Orlové-Lazy
Dne 11. listopadu v roce 1964 došlo v 10:45 hodin k průvalu zvodněného základkového materiálu ze zasypávané větrní jámy č. 2 Veverka do provozovaných důlních děl. Zaplavena byla díla až do vzdálenosti 400 metrů. Čtyři postižení horníci, kterým se nepodařilo uniknout, byli vyproštění po dlouhých zmáhacích pracích komplikovanými dalšími silnými přítoky během dvanácti dnů.

## Průval vod ze stařin na Dole Eduard Urx v Petřkovicích
Dne 7. ledna v roce 1963 došlo ve sloji Nový k průvalu vod ze stařin s následným výronem sulfanu H2S z vody, který způsobil smrt devíti horníků. K průvalu došlo v čelbě chodby mezi 3. a 4. patrem v oblasti dosud neproraženého dovrchního šibíku.